# Burpee

Demostración de un burpee

Variante de un burpee, que incluye una flexión y un salto

El burpee o salto de rana es un ejercicio físico que mide la resistencia anaeróbica y muscular. También se denomina así a los ejercicios físicos (calisténicos) con finalidad de acondicionamiento (ejercicios de Burpee o "Burpees")
La Prueba de Burpee de resistencia cardiovascular involucra el uso total del cuerpo en cuatro movimientos:
1. En sentadilla con las manos sobre el suelo.
2. Se extienden ambas piernas atrás en plancha y a su vez se hace una flexión de codo.
3. Se vuelve a la posición número 1.
4. Desde la posición anterior se realiza un salto vertical.[1]

Este ejercicio se realiza a paso a paso sin parar, para quien se inicia en ese ejercicio y requiera hacerlo con menos dificultad, puede hacerlo sin realizar la flexión de codo y sin el salto vertical para así disminuir la exigencia de resistencia muscular que involucra este ejercicio.
La resistencia cardiovascular se mide respecto a la cantidad de repeticiones de este ejercicio que se puedan realizar:
| Número de repeticiones | Estado    |
| ---------------------- | --------- |
| 0-30                   | Malo      |
| 31-40                  | Normal    |
| 41-50                  | Bueno     |
| 51-60                  | Muy bueno |
| +60                    | Excelente |

Existen diferentes variaciones del burpee, como el burpee con salto en cuclillas y el burpee con una sola pierna. 

## Ejecución
1. Empieza en posición para hacer una flexión de codos (en posición inclinada con las manos y la punta de los pies sobre el suelo, los brazos extendidos de manera vertical)
2. Se realiza una flexión de codos.
3. Sin despegar las manos del suelo, se da un salto y queda en posición agachada.
4. Se pone de pie con rapidez y da un salto con los brazos extendidos hacia arriba, las manos por encima de la cabeza.
5. Aterriza con los pies juntos, en puntas de pie.
6. Se agacha con las manos en el suelo.
7. Salta a una posición de preparación de la flexión de codos (tal como empezó).